# Видуссони, Альдо
Альдо Видуссони (итал. Aldo Vidussoni, 24 января 1914, Фольяно-Редипулья, Гориция — 30 ноября 1982, Кальяри, Сардиния) — итальянский государственный деятель, Генеральный секретарь Национальной фашистской партии (1941—1943).

## Биография
Альдо Видуссони родился 24 января 1914 в Фольяно-Редипулья. После окончания Триестского университета, в мае 1936 вступил в Национальную фашистскую партию. Добровольцем участвовал в военных действиях в Эфиопии и Испании. В битве за Сантандер в Испании был тяжело ранен в руку и глаз, награждён золотой медалью за воинскую доблесть. По возвращении в Италию занимал руководящие посты в молодёжной фашистской организации (Gruppi universitari fascisti; ГУФ). В 1938 году становится секретарь ГУФ в Триесте, с августа 1940 по ноябрь 1941 года генеральный секретарь ГУФ. С 1939 член Палаты фасций и корпораций. 27 декабря 1941 по приказу Муссолини был назначен Генеральным секретарём Национальной фашистской партии и сменил на этом посту Адельки Серену. Чиано был просто ошеломлен, когда узнал об этом выборе, потому что Витторио Муссолини описал Видуссони как человека «невежественного, злобного, абсолютно ничтожного». Его скудный политический опыт и постоянная критика других лидеров сделали его плохо подходящим для этой должности, и вынудили Муссолини заменить его на Карло Скорца 17 апреля 1943 года. После ареста Бенито Муссолини в апреле 1943 года бежал на север Италии, принимал участие в создании Итальянской социальной республики, член Директората Республиканской фашистской партии и президент национальной ассоциации Настро Аццуро. После войны жил в Вероне и работал страховым агентом, затем перебрался в Кальяри, где умер от инфаркта в 1982 году.